# مرکز اعتیاد و سلامت ذهن (ساختمان خیابان کالج)
مرکز اعتیاد و سلامت ذهن (انگلیسی: Centre for Addiction and Mental Health) یک بیمارستان روان‌پزشکی در تورنتو کاناداست که در شماره ۲۵۰ خیابان کالج، درست در شرق خیابان اسپاداینا واقع است. تمرکز اصلی این مرکز بر روان‌شناسی جنایی، اعتیاد جنسی، اعتیاد و پژوهش‌هایی است که منجر به سیاست‌گذاری عمومی می‌شود.
این مرکز در سال ۱۹۶۶ و با نام مؤسسهٔ روان‌پزشکی کلارک راه‌اندازی شد که نامش را از چارلز کرک کلارک می‌گرفت که از پیشگامان روان‌پزشکی و سلامت ذهن در کانادا بود. در سال ۱۹۸۸ مؤسسهٔ کلارک با چندین مؤسسهٔ دیگر در استان انتاریو ادغام شد و با هم مرکز اعتیاد و سلامت ذهن (CAMH) را به‌وجود آوردند و این بیمارستان اکنون یکی از ساختمان‌های فرعی مرکز اعتیاد و سلامت ذهن است.
این مرکز، تنها بیمارستانی در استان انتاریوی کاناداست که اورژانس روان‌پزشکی شبانه‌روزی ۲۴ ساعته دارد.